# Jean Antoine de Collaert
Jean Marie Antoine Philippe baron de Collaert (Blehen, 13 juni 1761 – Brussel, 17 juni 1816) was een Zuid-Nederlands luitenant-generaal, commandant van de Divisie Staande Armee, een eenheid van de Nederlandse cavalerie en commandeur in de Militaire Willems-Orde.

## Levensloop
De Collaert was een broer van Marie Josephus Gerardus de Collaert, en zoon van Marie Joseph Ferdinand baron de Collaert, adjudant van de prins van Pruisen en van Marianna Hauben. Bij Koninklijk Besluit van 16 februari 1816 no. 62 werd Jean Antoine de Collaert benoemd in de Ridderschap van Limburg. Hij overleed ongehuwd op 17 juni 1816 te Brussel en werd begraven in Blehen, een kleine deelgemeente van de Belgische stad Hannuit.

## Loopbaan
De Collaert was in Oostenrijkse dienst, ging in de rang van kapitein over bij het regiment dragonders van Mattha en werd in 1786 gepensioneerd. Bij de nieuwe organisatie van het leger werd hij op 8 juli 1795 geplaatst in de rang van luitenant-kolonel bij het regiment Bataafse huzaren, dat door kolonel François Quaita gecommandeerd werd. De Collaert volgde hem in zijn commando op 18 juli 1803 op en onderscheidde zich vervolgens bij dat regiment met veel roem tijdens het jaar 1799, bij de inval van de Engelsen in Noord-Holland. Hij deed de zesde oktober bij Castricum onder Quaita een aanval terwijl hij de achtste oktober de vluchtende vijand tot bij Petten vervolgde en daarbij 200 Engelsen gevangennam. Tijdens de winterveldtocht aan de Main, waaraan de Bataafse legerafdeling, onder bevel van generaal Jean-Baptiste Dumonceau deelnam, had De Collaert nieuwe gelegenheid om van zijn moed blijk te geven. Bij de inname van de stad Aschaffenburg, dat door de Oostenrijkers bezet was, deed de vijand op 23 november 1800 een hevige uitval op een bataljon jagers en twee eskadrons huzaren, die het bruggenhoofd bewaakten; door een driemaal herhaalde bestorming met zijn huzaren gelukte het De Collaert om de vijand in de stad terug te werpen. Generaal P.F.C. Augereau getuigde over hem: le brave colonel Collaert a'cst comporté comme un militaire consommé, ce brave homme après avoir reçu deux blessures n'a pas cessé de commander les troupes. Het uitvoerend bewind der Bataafse Republiek schonk hem een eresabel.
De Collaert en zijn huzaren behoorden verder tot de legerafdeling die in 1805 eerst in het Kamp van Zeist was gelegerd en daarna te Texel werd ingescheept en de veldtocht aan de Donau meemaakte. Hij werd echter nog voor het einde daarvan in het bevel vervangen door kolonel Macpherson, omdat hij de 28ste juni 1805 was benoemd tot kolonel-commandant en chef van de garde van de raadpensionaris R.J. Schimmelpenninck. Op 6 april 1807 werd hij bevorderd tot generaal-majoor en kort daarop tot kolonel-generaal der garde grenadiers en kurassiers van koning Lodewijk. Op 8 mei 1807 werd hij grootofficier van de Kroon. Op 3 augustus 1808 werd De Collaert gepensioneerd met behoud van deze titel, maar op 7 augustus 1809 werd hij in actieve dienst hersteld. Tijdens de landing van de Engelsen in Zeeland was De Collaert nog enige tijd commandant van Breda. Omdat hij door een ongelukkige beenbreuk niet meer geschikt was voor de actieve dienst werd De Collaert vervangen door kolonel Donnat en op 21 augustus 1809 opnieuw gepensioneerd.
Na de inlijving in Frankrijk werd De Collaert op 2 januari 1811 ingedeeld in de Illyrische provinciën. Op 27 april 1811 werd hij commandant van de 1ste brigade van de 1ste divisie van het observatiekorps in Italië, waar hij van 1811 tot 1812 maréchal de camp en commandant van Zara in Dalmatië was. Van 25 maart 1813 was hij commandant van de 1ste brigade van de 4de divisie van het 3de cavaleriekorps (5de divisie zware cavalerie vanaf 10 augustus 1813) bij de Grande Armée in Duitsland. Van 10 augustus tot 15 oktober 1813 was hij waarnemend commandant van zij divisie. Hij nam op 1 maart 1815 ontslag uit Franse dienst.
Na het herstel van Nederland in 1813 trad hij in Nederlandse dienst. Hij werd op 21 april 1815 benoemd tot luitenant-generaal der cavalerie en tot opperbevelhebber der divisie cavalerie van het leger te velde, dat bij Waterloo tegen Napoleon streed. In die slag werd zijn voet door een kogel verbrijzeld; aan de gevolgen hiervan overleed hij op 17 juni 1816 te Brussel. Generaal-majoor Jean-Baptiste van Merlen vocht in Waterloo onder zijn bevel en sneuvelde tijdens de slag.

## Onderscheidingen
- Ridder-grootkruis in de Orde van de Unie op 19 mei 1807[1]
- Legioen van Eer
  - Officier op 8 januari 1814[1]
  - Ridder op 14 juli 1813[2]
- Ridder in de Militaire Orde van St. Louis op 16 augustus 1814[1]
- Commandeur in Militaire Willems-Orde op 8 juli 1815[1][3]